# Mala fama (canción)
Mala fama es una canción interpretada por la cantante y actriz mexicana Danna Paola. Fue lanzada el 28 de marzo de 2019 como el segundo sencillo de su segundo EP Sie7e al igual que también fue incluido en el quinto álbum de estudio Sie7e + (2020).
Existe otra versión remix con la cantante colombiana Greeicy de igual forma.

## Lista de canciones

### Descarga digital
- 'Mala fama' - 3:02[5]
- 'Mala fama (Remix) [con Greeicy]' - 3:05[6]

## Posicionamiento en listas
| Lista (2021)                              | Mejor posición |
| ----------------------------------------- | -------------- |
| México Mexico Espanol Airplay (Billboard) | 12             |
| México (Monitor Latino)                   | 7              |
| México (Spotify Charts)                   | 20             |

## Certificaciones
| País           | Organismo certificador | Certificación                  | Ventas certificadas | Ref.   |
| -------------- | ---------------------- | ------------------------------ | ------------------- | ------ |
| Brasil         | Pro-Música Brasil      | Platino                        | 60 000              | [ 9 ]  |
| España         | PROMUSICAE             | Oro                            | 30 000              | [ 10 ] |
| Estados Unidos | RIAA                   | 2x Platino (Latin)             | 120 000             | [ 11 ] |
| México         | AMPROFON               | 4× Diamante + 3x Platino + Oro | 1 410 000           | [ 12 ] |

## Historial de lanzamientos
| Región | Fecha               | Formato                     | Discográfica                            | Ref.   |
| ------ | ------------------- | --------------------------- | --------------------------------------- | ------ |
| Varios | 28 de marzo de 2019 | Descarga digital, streaming | Universal Music, Universal Music México | [ 13 ] |